# Дэнцу (театр)
«Дэнцу» (яп. 電通四季劇場; также — Оми (яп. 海; рус. «Мо́ре»)) — театр компании «Сики» в районе Минато города Токио, Япония.

## История
Здание театра возникло вместе с небоскрёбом «Дэнцу» в 1999—2002 годах. Театр открылся 1 декабря 2002 года японской премьерой мюзикла «Mamma Mia!».

## Постановки в театре

### Стационарные
| Дата открытия | Дата закрытия | Постановка      | Жанр   | Примечания        |
| ------------- | ------------- | --------------- | ------ | ----------------- |
| 01.12.2002    | 28.11.2004    | «Mamma Mia!»    | мюзикл | Японская премьера |
| 12.01.2005    | 21.03.2007    | «Призрак Оперы» | мюзикл |                   |
| 17.06.2007    | 06.09.2009    | «Злая»          | мюзикл | Японская премьера |
| 03.10.2009    | 05.09.2010    | «Аида»          | мюзикл |                   |
| 12.12.2010    | 04.19.2011    | «Mamma Mia!»    | мюзикл |                   |
| 01.10.2011    | 15.06.2013    | «Призрак Оперы» | мюзикл |                   |
| 03.08.2013    | 16.11.2014    | «Злая»          | мюзикл |                   |
| 24.05.2015    | ---           | «Аладдин»       | мюзикл | Японская премьера |

### Репертуарные
- 2004: «Голый король» — благотворительные спектакли японского отделения Красного креста (23 и 24 декабря);
- 2010: «Песни и танцы 55 шагов» — серия спектаклей, поставленных в честь 55-летия компании «Сики» (с 23 сентября по 21 ноября).

### Фестивали
- 2014: Фестиваль театральной компании «Сики» (открытие 20 декабря);
- 2015: Фестиваль театральной компании «Сики» (открытие 20 февраля).